# Arşın mal alan
Az Arşın mal alan Üzeyir Hacıbəyov azerbajdzsáni zeneszerző 1913-ban írt komikus és romantikus operettje. Cselekménye az 1900-as években játszódik Şuşában, és egy feleséget kereső ruhakereskedőről szól. Hacıbəyov Szentpéterváron komponálta az operettet, és 1913. október 25-én mutatták be Bakuban. A nemzeti jellegzetességekben bővelkedő realista operettet Azerbajdzsánon kívül előadták Tbilisziben, Jereván és Aşgabatban, valamint Iránban és Törökországban.

## Keletkezése
Hacıbəyov 1913-ban Szentpéterváron komponálta az operettet, amíg az ottani konzervatóriumban tanult. Megírásakor az azeri népzenépől is merített. A szerző saját bevallása szerint sok időt töltött azzal, hogy megszerezze a cári cenzúra engedélyét. A bemutatóra Baku első színházában került sor, amit Z. Tağıyev olajmágnás és mecénás építtetett. Az ősbemutatót M.Maqomayev rendezte,  Əsgər szerepében H.Sarabski, Gülçöhrə szerepében Ə.Ağdamski lépett fel.

## Szereplői
| Szereplő                          | Hang         |
| --------------------------------- | ------------ |
| Əsgər, fiatal és gazdag kereskedő | tenor        |
| Cahan, özvegy nagynénje           | mezzoszoprán |
| Süleyman, Əsgər barátja           | bariton      |
| Vəli, Əsgər szolgája              | tenor        |
| Sultanbəy, meggazdagodott bej     | basszus      |
| Gülçöhrə, Sultanbəy lánya         | szoprán      |
| Asya, Sultanbəy unokahúga         | szoprán      |
| Telli, Sultanbəy szolgálója       | szoprán      |

## Cselekménye

### 1. felvonás
Əsgər, a fiatal és gazdag kereskedő szomorú. Nagynénje, Cahan, betegnek véli. Süleyman, Əsgər egyik barátja, kijelenti, hogy ideje, hogy Əsgər megnősüljön. Az iszlám hagyományok szerint a vőlegény nem láthatja menyasszonyát az esküvő előtt, Əsgər azonban szerelemből akar nősülni. Süleyman azt javasolja, hogy álcázza magát házalónak, így bejuthat a házakba.

### 2. felvonás
Gülçöhrə, az előkelő, de elszegényedett Sultanbəy lánya tudja, hogy apja gazdag vőlegényt keres számára. A lány nem akar egy idegenhez férjhez menni, inkább olyanhoz, akit ismer és szeret. Sultanbəy belefáradt az egyedüllétbe, és megnősülne, ha találna egy megfelelő özvegyasszonyt. Amikor a házaló megjelenik, beengedik a ház asszonyaihoz. Amíg a nők az árukat nézik, Əsgər őket figyeli. Gülçöhrə felkelti figyelmét, és szerelmes lesz bele; a lányt is elbűvöli a kereskedő. Amikor a nők eltávoznak, Əsgər megvallja szerelmét.
Cahan néni unokaöccse kérésére elmegy Sultanbəyhez a házasságot közvetíteni. A bejnek tetszik a bájos özvegy, és feleségül kéri. Əsgər beleegyezik, hogy nagynénjét nőül adja Sultanbəynek, cserébe Gülçöhrə kezét kéri. Sultanbəy felháborodik az ötletre, hogy lányát egy házalóhoz adja, és mindkettőjüket kiutasítja házából
.

### 3. felvonás
Süleyman felkeresi Sultanbəyt, és megkéri Gülçöhrə kezét a gazdag Əsgər számára. Ezt Sultanbəy örömmel elfogadja. Mialatt Sultanbəy házában tartózkodik, Süleyman találkozik Sultanbəy unokahúgával, Asyával, és beleszeret. A lány is viszonozza érzéseit.
Gülçöhrə elkeseredik, amikor apja tájékoztatja a közelgő esküvőről. Kéri apját, hogy ne kényszerítse rá a házasságra, de  Sultanbəy hajthatatlan. A lány ellenkezését látva az apa megszervezi Gülçöhrə színlelt elrablását, és Əsgər házába viteti.

### 4. felvonás
Gülçöhrə elhatározza, hogy inkább véget vet életének, semhogy olyanhoz menjen feleségül, akit nem szeret. Əsgər  az utolsó pillanatban érkezik, és mindent megmagyaráz neki. A lány boldog, de Sultanbəy feldühödik, hogy becsapták. Cahan néni gyorsan lecsillapítja a hirtelen természetű bejt, megígérve, hogy feleségül megy hozzá.
Végül négy esküvőre kerül sor: a négy boldog pár Əsgər és Gülçöhrə, Sultanbəy és Cahan, Süleyman és Asya, Vali (Əsgər szolgája) és Telli (Sultanbəy szolgálója).

## Fogadtatása
Az 1913. október 25-én megtartott bakui bemutató vegyes fogadtatásban részesült. A közönség körében nagy sikert aratott, a konzervatív körök azonban felháborítónak tartották. Az Iqbal című lap október 27-i számában Hacı Ibrahim Qasımov ezt írta: "Az ilyen előadások sértik a nemzet erkölcsét." A mű sikere azonban folytatódott: egy év alatt 150-szer adták elő Bakuban. Bemutatták Tbilisziben, Jerevánban és Aşgabatban, valamint Iránban és Törökországban is. A szovjet korszakban nagy sikert aratott Moszkvában, és a második világháború alatt a moszkvai rádió külön műsort szentelt neki. Közel 80 nyelvre fordították le, és 76 ország 187 színházában adták elő.
2013-ban az UNESCO kezdeményezésére világszerte megemlékeztek az Arşın mal alan, mint az első keleti muszlim operett keletkezésének 100. évfordulójáról.

## Feldolgozásai
Négyszer vitték filmre:
- 1917-ben, Borisz Nyikolajevics Szvetlov rendezésében; érdekessége, hogy a női szerepeket férfiak játszották.[6]
- 1937-ben,  Setrag Vartian rendezésében
- 1945-ben,  Nyikolaj Lescsenko és Rza Takhmasib rendezésében (magyar címe Kíváncsi vőlegény). A filmet a világ 136 országában játszották; 2013-ban színes filmként újították fel.[7]
- 1965-ben, Tofig Taghizade rendezésében

## Fordítás
Ez a szócikk részben vagy egészben  az   Arshin Mal Alan (operetta) című angol Wikipédia-szócikk ezen változatának fordításán alapul.  Az eredeti cikk szerkesztőit annak laptörténete sorolja fel. Ez a jelzés csupán a megfogalmazás eredetét és a szerzői jogokat jelzi, nem szolgál a cikkben szereplő információk forrásmegjelöléseként.